# اوریا فابر
اوریا فابر (انگلیسی: Urijah Faber؛ زادهٔ ۱۴ مهٔ ۱۹۷۹) ورزشکار هنرهای رزمی ترکیبی و کشتی‌گیر اهل ایالات متحده آمریکا است. وی در سال ۲۰۰۴ تیم آلفا میل را تأسیس کرد.